# An Yong-woo
An Yong-woo (kor. 안용우; * 10. August 1991) ist ein südkoreanischer Fußballspieler.

## Karriere

### Verein
An Yong-woo erlernte das Fußballspielen in der Universitätsmannschaft der Dong-A University in Busan in Südkorea. Seinen ersten Profivertrag unterschrieb er 2014 bei den Jeonnam Dragons. Der Verein aus Gwangyang spielte in der höchsten Liga des Landes, der K League Classics. Bis Mitte 2017 absolvierte er 111 Spiele für den Club und schoss dabei dreizehn Tore. Im Juli 2017 wechselte er nach Japan. Hier unterschrieb er einen Vertrag bei Sagan Tosu. Mit dem Club aus Tosu spielte er 48-mal in der ersten Liga, der J1 League. Im Januar 2021 verließ er Japan und wechselte wieder in seine Heimat. Hier unterschrieb er in Daegu einen Vertrag beim Erstligisten Daegu FC. 

### Nationalmannschaft
An Yong-woo spielte 2014 fünfmal in der U23-Nationalmannschaft. Er nahm mit der Mannschaft an den Asienspielen in Südkorea teil. Mit dem Team gewann er die Bronzemedaille. Im Spiel um den dritten Platz gewann Südkorea mit 4:0 gegen Vietnam. Aufgrund des Gewinns der Bronzemedaille bei den Asienspielen erhielt er eine Befreiung vom sonst obligatorischen Militärdienst. 

## Erfolge

### Nationalmannschaft
Südkorea U-23
- Asienspiele

 Goldmedaille: 2014